# Фрі-джаз
Фрі-джаз (англ. free jazz) — течія сучасного джазу, що з'явилась у 1960-х роках.

## Походження
Назва походить від назви платівки Орнетта Колмена Free Jazz, записаної 21 грудня 1960 року. Власне Орнетт Колмен і вважається відкривачем фрі-джазу.

## Представники
Серед представників: Джон Колтрейн (початково починав у стилі хард боп, пізніше, після випуску у 1965 році платівки Ascension, і до смерті (1967), був одним з провідних артистів фрі-джазу, а багатьма критиками і фанатами вважався найяскравішим джазменом взагалі), Дон Черрі, Арчі Шепп, Сесіл Тейлор, Альберт Айлер, Петер Брьотцман, Тео Йоргенсмен, Сан Ра.
Тепер фрі-джаз став визнаним і популярним джазовим напрямком. Фрі-джаз підготував появу авангардного джазу, зокрема в творчості Еріка Долфі, Чарльза Мінгуса, музикантів з кругу AACM. перетворені елементи фрі-джазу присутні у пост-колмановському harmolodic (напр. Р.Ш Джексон), або фанкової музики M-Base, започаткованої Стівом Колменом.
Значний вплив фрі-джаз справив на авангардний рок (Soft Machine, Френк Заппа, Captain Beefheart and His Magic Band, Gong, Fred Frith, King Crimson, Henry Cow та інші).

## Особливості
Фрі джаз характеризується повною свободою в гармонії, колективною імпровізацією, значною інтенсивністю вираження, поліритмією, включенням впливів етнічної музики різних країв, розширенням палітри музичних звуків до скрипів і шумів.
Тема у фріджазовому творі звичайно включає лише кілька нот. Імпровізації не будуються за здалегідь вибудованим планом чи гармонічною послідовністю. Також не використовуються лади або тональні центри, які є орієнтирами для імпровізації в класичному джазі. Замість чіткого метру, у фрі-джазі виступає пульс, що підпорядковує перехресні ритми ударних та інших інструментів.
Попри поширену думку, фрі-джаз не має нічого спільного з музичним хаосом. Він вимагає від музикантів віртуозної майстерності, досконалого порозуміння, глибокого знання кожного елементу джазу.
Для слухача сприйняття фрі-джазу є пригодою, де вони стають свідками народження і розвитку живого, неповторного твору.

## Знакові платівки
- The Ornette Coleman Double Quartet, Free Jazz (1961)
- The Joe Harriott Quintet, Abstract (1962)
- Albert Ayler, Spirits (1964)
- Eric Dolphy, Out to Lunch (1964)
- John Coltrane, A Love Supreme (1965)
- Cecil Taylor, Conquistador! (1966)
- The Roscoe Mitchell Sextet, Sound (1966)
- Sun Ra And His Solar Arkestra, The Magic City (1966)
- Archie Shepp, The Magic of Ju-Ju (1967)
- Joseph Jarman, Song For (1967)